# SN 1991G
SN 1991G – supernowa typu II-P odkryta 23 stycznia 1991 w galaktyce NGC 4088. Jej maksymalna jasność wynosiła 15,70m.